# Vlado Bagat
Vlado Bagat (Split, 22. listopada 1915. – Olib, 1. lipnja 1944.), bio je hrvatski politički radnik, antifašistički borac i narodni heroj Jugoslavije.

## Životopis
Vlado Bagat rodio se 22. listopada 1915. godine u Splitu. Još kao mladić bio je poznat u radu naprednih omladinskih organizacija i u radničkim redovima kao organizator mnogih štrajkova i demonstracija u Splitu. Zbog političke aktivnosti stalno je bio proganjan. U članstvo KPJ primljen je 1939. godine. Neposredno pred rat, 1940. godine, policija ga uhićuje zajedno s grupom Splićana i sprovodi na robiju u Lepoglavu. Zlostavljan i mučen, bio je i tjelesno veoma iscrpljen. Poslije kapitulacije Jugoslavije logorska uprava ga pušta, misleći kako će zbog malaksalosti i izmorenosti uskoro umrijeti.
Po izlasku iz zatvora, Bagat nastavlja politički rad. Organizira i formira nove partijske organizacije. Angažira drugove na prikupljanju oružja i streljiva, vrši pripreme za oružani ustanak i sudjeluje u nizu bombaških napada u gradu. S prvom grupom boraca u ljeto 1941. godine odlazi na Kamešnicu i Dinaru. Borio se u Cincarskom partizanskom odredu bataljonu "Vojin Zirojević", u kojem je lipnja 1942. godine postavljen za komesara. Tijekom bitke na Neretvi, veljače 1943. godine, kada je 9. dalmatinska divizija napustila jug Hrvatske i krenula prema Hercegovini i Crnoj Gori, Bagat je postavljen za komesara novoformiranog štaba Grupe partizanskih odreda Dalmacije. S ostalim rukovoditeljima štaba odigrao je značajnu ulogu u ponovnom formiranju partizanskih jedinica, jer je poslije odlaska 9. divizije ostalo na jugu Hrvatske svega oko 700 boraca. Sudjelovao je u formiranju Splitskog, Cetinskog i Biokovskog partizanskog odreda. Njihov broj je neprekidno rastao, a svojim aktivnim djelovanjima partizanske jedinice nanosile su neprijatelju velike gubitke na kopnu i moru.
Poslije kapitulacije Italije u rujnu 1943. godine, gotovo cijela južna hrvatska obala bila je oslobođena. Čim se ukazala mogućnost za stvaranje mornaričkih jedinica, Bagat u listopadu 1943. godine sudjeluje u formiranju Četvrtog pomorskoobalskog sektora. Izvjesno vrijeme obavljao je dužnost komesara, ali je ubrzo postavljen za partijskog rukovodioca Sektora. Po potrebi, u travnju 1944. godine, postavljen je za partijskog rukovodioca Drugog pomorskoobalskog sektora. Kada su jake njemačke snage poduzele operacije zbog zauzimanja južne hrvatske obale i otoka, neke partizanske jedinice bile su prisiljene prebaciti se na otoke Šoltu, Hvar i Vis. U toj situaciji dolazi do izražaja Bagatova neustrašivost i odvažnost kao rukovodioca i borca. Svojim brodovima on prebacuje borce 1. i 13. dalmatinske brigade na Vis. Do kraja godine, pod njegovim rukovodstvom prebačeno je desetine tisuća zbjegova i ranjenika u Italiju.
U svibnju 1944. godine upućen je na otok Krk pomoći organiziranju i učvršćivanju tamošnje partizanske jedinice. U povratku za Dugi otok, u zoru 1. lipnja, pristao je čamcem na Olib, ne znajući kako su se Nijemci te noći iskrcali na otoku. U luci su ga, iz zasjede, dočekali njemački vojnici, otvorili vatru na njegov brod i posadu koja se sastojala od još tri mornara, te su svi ubijeni. 
Zajedno sa suborcima pokopan je na mjesnom groblju u Olibu, no kasnije su posmrtni ostatci prebačeni na splitsko groblje Lovrinac. Na olipskom groblju još uvijek stoji prazna grobnica. Nedaleko od mjesta pogibije Vlade Bagata, na olipskoj rivi, bila je postavljena spomen-ploča koja je 1990-ih uklonjena.
Narodnim herojem Jugoslavije proglašen je 10. rujna 1948. godine, kao prvi iz sastava Mornarice NOVJ-a.

## Zanimljivosti
- Prije i za vrijeme Drugoga svjetskog rata bio je igračem vaterpolskog kluba POŠK, a vrijedan je spomena njegov pionirski doprinos za još neke športove u Splitu.
- 1. rujna 1957. godine u Splitu osnovana je Osnovna škola Vlado Bagat. Od listopada 1991. godine škola nosi naziv OŠ Pojišan.
- U Zadru je postojala tvornica precizne mehanike i šivaćih mašina, s imenom Vlado Bagat. Tvrtka je osnovana 1955. godine, a prve šivaće mašine proizvodile su se po licenci tvrtke Necchi. Tvrtka Bagat imala je rasprostranjenu trgovačku i servisnu mrežu. U svome naponu, tvrtka je zapošljavala više od 4.500 radnika.